# Schefflera mjoebergii
Schefflera mjoebergii är en araliaväxtart som beskrevs av Elmer Drew Merrill. Schefflera mjoebergii ingår i släktet Schefflera och familjen araliaväxter. Inga underarter finns listade.